# 貝霖
伯頓·林恩·帕斯科（英語：Burton Lynn Pascoe，1943年7月7日—） ，是一名美國外交官，於2007年3月1日至2012年6月10日間出任聯合國政治事務部副秘書長。

## 經歷
貝霖在2004年至2007年期間由美國總統喬治·沃克·布什提名，並擔任美國駐印度尼西亞大使。此外，他還在1999年至2001年期間擔任馬來西亞大使。
2001年9月4日，貝霖就任美國國務院的副助理國務卿，負責歐洲和歐亞事務。在此之前，他擔任過美國納戈爾諾-卡拉巴赫和地區衝突特別談判代表，以及歐洲安全與合作組織歐安組織明斯克小組的美國聯合主席。
貝霖還在1993年至1996年期間擔任美國在台協會的處長。此外，他還曾擔任過國務院東亞和太平洋局的首席副助理國務卿、美國駐華大使館使團的副團長（1989年—1992年），以及副國務院執行秘書兼副國務卿的特別助理。
在他的外交生涯中，貝霖被派往莫斯科、香港、北京、台北和吉隆坡等地。他精通普通話。
2010年2月21日，朝鮮宣布不會放棄其核武器計劃的三天後，貝霖剛剛訪問過平壤，並強烈捍衛對該國的國際糧食援助。他告訴美國有線電視新聞網的克里斯蒂安·阿曼普爾：「這些是需要食物的人。這不是政治制度。這不應該以政治方式爭論。」

## 家庭
他於1943年出生，畢業於堪薩斯大學，獲得了東亞語言與文化、國際關係和數學三個學士學位。隨後，他在哥倫比亞大學獲得了文學碩士學位，專攻中國政府事務和國際關係的研究。已婚，貝霖育有兩個女兒。

## 外部連結
- 聯合國政治事務部 （页面存档备份，存于）
- C-SPAN內的頁面（英文）

| 外交職務               | 外交職務                                      | 外交職務               |
| ---------------------- | --------------------------------------------- | ---------------------- |
| 前任： 約翰·R·馬洛特   | 美國駐馬來西亞大使 1999年–2001年              | 繼任： 瑪麗·胡塔拉     |
| 前任： 魯樂山          | 美國在台協會第6任臺北辦事處處長 1993年–1996年 | 繼任： 張戴佑          |
| 前任： 玻伊斯          | 美國駐印度尼西亞大使 2004年–2007年            | 繼任： 卡麥隆·R·休謨   |
| 前任： 易卜拉欣·甘巴里 | 聯合國政治事務部副秘書長 2007年–2012年        | 繼任： 傑佛瑞·費爾特曼 |